# Schildower Kreis
Der Schildower Kreis ist ein Experten-Netzwerk für die Legalisierung von Drogen. Sprecher des Schildower Kreises ist Bernd Werse, promovierter Soziologe am Centre for Drug Research der Frankfurter Goethe-Universität.

## Forderung
Hauptziel des Schildower Kreis ist es, auf die Folgen der Drogenprohibition aufmerksam zu machen und Alternativen zur derzeitigen repressiven Drogenpolitik aufzuzeigen. Der Kreis kritisiert die repressive Drogenpolitik der UNO und fordert die in Deutschland Verantwortlichen eine Enquête-Kommission einzurichten, um Schaden und Nutzen der Drogenpolitik wissenschaftlich und ideologiefrei zu ermitteln.

### Manifest
Ihre Forderungen haben die Schildower in ihrem Manifest Drogenprohibition: gescheitert, schädlich und teuer niedergeschrieben.
Sie halten die bisherige Drogenpolitik für schädlich für die Gesellschaft, da sie die Kriminalität fördert und einen Schwarzmarkt schafft. Die Prohibition sei teuer, da zum einen die Strafverfolgung Geld kostet und durch die Illegalität keine Steuereinnahmen generiert werden. Im Gefängnis sitzen hauptsächlich (abhängige) Konsumenten, die allein wegen Besitz oder Einfuhr verurteilt wurden sowie Konsumenten, die ihren Konsum als Kleindealer oder durch Beschaffungskriminalität finanzieren. Für eine qualifizierte Hilfe ist das Gefängnis der falsche Ort. Des Weiteren verhindere die Illegalität einen wirksamen Verbraucherschutz und die Konsumenten erlernten keine Drogenmündigkeit.

### Strafrechtler-Resolution
Insgesamt 123 Professoren aus den Bereichen Strafrecht und Kriminologie haben auf Initiative des damaligen Sprechers des Schildower Kreises, Prof. Lorenz Böllinger, zwischen 2013 und 2014 eine Resolution unterschrieben, welche die „Notwendigkeit der Überprüfung der Wirksamkeit des Betäubungsmittelgesetzes“ feststellt. Gemeinsam mit den Fraktionen der Oppositionsparteien von Die Linke und Bündnis 90/Die Grünen will der Schildower Kreis damit eine Überprüfung des Drogenstrafrechts erreichen.

## Mitglieder und Aktivität
Unter den Mitgliedern befinden sich Akademiker aus den Bereichen Rechtswissenschaften, Erziehungswissenschaften, Soziologie, Kriminologie, Wirtschaftswissenschaften, Sozialpädagogik und Chemie, Praktiker aus den Bereichen Medizin, Sozialer Arbeit und Pädagogik sowie Vertreter der Deutschen AIDS-Hilfe und des Deutschen Hanfverbands.
Mitglieder sind u. a. Gundula Barsch, Lorenz Böllinger, Johannes Feest, Cornelius Nestler, Stephan Quensel, Sebastian Scheerer, Henning Schmidt-Semisch, Heino Stöver, Hubert Wimber, Fabian Pitter Steinmetz und Georg Wurth.
Mitglieder des Schildower Kreises werden nicht nur regelmäßig von Vertretern der Presse zu drogenpolitischen Themen angefragt, sondern auch häufig als Sachverständige für Anhörungen des Deutschen Bundestages eingeladen.
Ende 2019 veranstaltete der Schildower Kreis seinen ersten Antiprohibitionistischen Kongress mit über 120 Teilnehmern. Dabei wurden u. a. konkrete Regulierungsvorschläge für Drogen außerhalb von Cannabis am Beispiel von MDMA vorgestellt.